# Замбийский демократический конгресс
Замбийский демократический конгресс (ЗДК; англ. Zambia Democratic Congress; ZADECO), известная также как Конференция развития Замбии (англ. Zambia Development Conference), — бывшая политическая партия в Замбии.

## История
Партия была основана в мае 1995 года бывшими министрами Дином Мунгомба и Дерриком Читала после того, как они были уволены президентом Фредериком Чилубой. Мунгомба был кандидатом в президенты от партии на всеобщих выборах 1996 года, заняв второе место из пяти кандидатов с 13 % голосов. На парламентских выборах партия выдвинула 141 кандидата, получив 14 % голосов, но получив только два места в Национальной ассамблее.
В 1998 году некоторые члены отделились и сформировали Демократическую партию Замбии. В 1999 году партия вошла в коалицию Замбийский альянс за прогресс, который, однако, не смог получить ни одного места в парламенте на всеобщих выборах 2001 года. Впоследствии на всеобщих выборах 2006 года Замбийский демократический конгресс был частью Национального демократического фокуса, который не получил места в Ассамблее.

## Участие в выборах

### Президентские выборы
| Выборы | Кандидат     | Голосов | %       | Результат |
| ------ | ------------ | ------- | ------- | --------- |
| 1996   | Дин Мунгомба | 160 439 | 12,75 % | Не избран |

### Парламентские выборы
| Выборы | Лидер        | Голосов                                              | %       | Мест     | +/-       | Положение | Результат |
| ------ | ------------ | ---------------------------------------------------- | ------- | -------- | --------- | --------- | --------- |
| 1996   | Дин Мунгомба | 176 521                                              | 13,79 % | 2 из 150 | ▲ 13,79 % | ▲ 2       | Оппозиция |
| 2001   | Дин Мунгомба | 3 963 (коалиция Замбийский альянс за прогресс)       | 0,23 %  | 0 из 150 | ▼ 13,56 % | ▼ 2       |           |
| 2006   |              | 28 805 (коалиция Национальный демократический фокус) | 1,06 %  | 1 из 150 |           | ▬         | Оппозиция |